# Fratelli-B
Fratelli-B ist ein Schweizer Rap-Duo aus Baar im Kanton Zug. Die beiden MC’s der Gruppe nennen sich Flap und Chandro.

## Werdegang
Den Namen Fratelli-B (ital. Gebrüder B) erhielten die Brüder Nicolas und Benedikt Bisig eigenen Angaben zufolge von ihrer Mutter. Das B stehe für den ersten Buchstaben ihres Familiennamens.

## Diskografie
- 2005: Wer weiss (EP)
- 2007: D'Würfel sind gfalle
- 2009: Ehresach (Online-Mixtape)
- 2009: As gäbs keis morn
- 2011: Ich & min Brüeder
- 2011: mir gönd steil
- 2012: Ehresach 2 (jetzt mal ehrlich)
- 2013: Mier macheds
- 2014: Mittwuch Nami (Möchtegang)
- 2015: Welt us
- 2016: Campione (Möchtegang)
- 2018: Per du